# Strychnos usambarensis
Mã tiền Trung Phi (danh pháp hai phần: Strychnos usambarensis) là một loài thực vật có hoa trong họ Mã tiền. Loài này được Gilg miêu tả khoa học đầu tiên năm 1895.